# Malpás
Para el antiguo municipio, véase Malpàs (antiguo municipio)
Malpás (oficialmente y en catalán Malpàs) es una localidad española del municipio de Pont de Suert, perteneciente a la provincia de Lérida, en la comunidad autónoma de Cataluña. Está ubicada en la comarca de la Alta Ribagorza.

## Geografía
El pueblo está a 1090 metros de altura, encima de un cerro a la derecha del barranco de Malpàs y en la izquierda del de la Torxida. Se accede en 3,5 km por la carretera LV-5212, que arranca del kilómetro de la N-260, a 6 km al sudeste del Pont de Suert.

## Historia
En el censo de 1381 constan en Malpás 6 fuegos (una treintena de personas), y en 1787 ya aparecen 71 habitantes.
El castillo de la población es mencionado en 1773. Formó parte del dominio de los barones, y después condes, de Erill, y el monasterio de Lavaix tenía allí propiedades. Actualmente no queda ningún rastro.
Tuvo ayuntamiento independiente desde la promulgación de la Constitución de Cádiz. Hacia mediados del siglo XIX, el lugar tenía contabilizada una población de 53 habitantes. Aparece descrito en el decimoprimer volumen del Diccionario geográfico-estadístico-histórico de España y sus posesiones de Ultramar de Pascual Madoz de la siguiente manera:

MALPAS: l. con ayunt. en la prov. y dióc de Lérida (26 horas), part. jud. de Tremp (11), aud. terr. de Barcelona (50), y c. g. de Cataluña: está sit. parte en cuesta y parte en llano, ventilado por todos los vientos, y con clima propenso á las pulmonías, producidas por los aires frios y húmedos. Tiene 11 casas, una escuela de primeras letras dotada con 1,100 rs. satisfechos por este pueblo y otros agregados, y concurrida por 20 ó 25 niños; igl. parr. servida por un cura párroco; fuera del pueblo se halla el cementerio bien sit., y á dist. de 8 minutos de las casas, una fuente de agua copiosa para el consumo de los vec. El térm. confina por el N. con Ericastell; E. con los de Maricavert y Castellas; S. la de Gironella y Ventolá, y O. Gotarla: dentro de él y como á 1/4 del pueblo está una casa llamada Hostalet de Pedro. El terreno es montañoso, áspero, quebrado y de mala calidad, escepto algun pedazo en las hondonadas que es de mediana: las aguas del barranco de Ericastell se recogen en varias acequias, utilizándolas en el riego de 5 jornales de prado. Los caminos son locales, de herradura y en mal estado. prod.: trigo, centeno, patatas, algunas legumbres y pastos; cria ganado lanar, cabrio y vacuno, y caza de lobos. ind.: poca ganadería y un molino harinero. pobl.: 9 vec., 53 alm. riqueza imp.. 15,549 rs. contr.: el 14'48 por 100 de esta riqueza.
(Madoz, 1848, p. 114)

El municipio de Malpás desapareció en 1968, al ser incorporado a Pont de Suert. En 1970 la localidad tenía 116 habitantes, que quedaron reducidos a 55 en 1981. En 2006 mantenía prácticamente los mismos: 56.

## Demografía
| Gráfica de evolución demográfica de Malpás entre 1842 y 1960 |
| |
| Población de derecho según los censos de población del INE Población de hecho según los censos de población del INEEntre el censo de 1857 y el anterior, crece el término del municipio porque incorpora a 255100 (Castellás), 255153 (Erill Castell), 255155 (Erta), 255161 (Esperau), 255183 (Gironella), 255231 (Masivert), 255256 (Montiverri), 255285 (Peranerá), 255305 (Rahons) Entre el censo de 1970 y el anterior, este municipio desaparece porque se integra en el municipio 25173 (Pont de Suert) |

## Economía
La economía actual es la ganadería, pero a mediados del siglo XX, Malpás era famosa por sus minas, situadas no muy lejos, al nordeste del pueblo.

## Monumentos y lugares de interés

### Histórico
- Iglesia de San Pedro de Malpás
- Minas de Malpás

La iglesia parroquial está dedicada a San Pedro. Había sido románica, pero del templo primitivo no queda nada. Además de la parroquial, en Malpás hay una capilla dedicada también a San Pedro en la Casa Espot, la capilla de Santa Bárbara en las antiguas minas y la ermita San Cerní, al noroeste de la población. La parroquia de San Pedro de Malpás pertenece al obispado de Lérida, por el hecho de haber pertenecido en la Edad Media al obispado de Roda. Forma parte de la unidad pastoral 24 del arciprestazgo de la Ribagorza y es regida por el rector del Pont de Suert.
Al noroeste del pueblo, además, se encuentra el pequeño santuario de San Saturnino de Malpás.

### Paisajístico
- Paisaje desde Malpás sobre la Faiada de Malpàs y Montiberri.

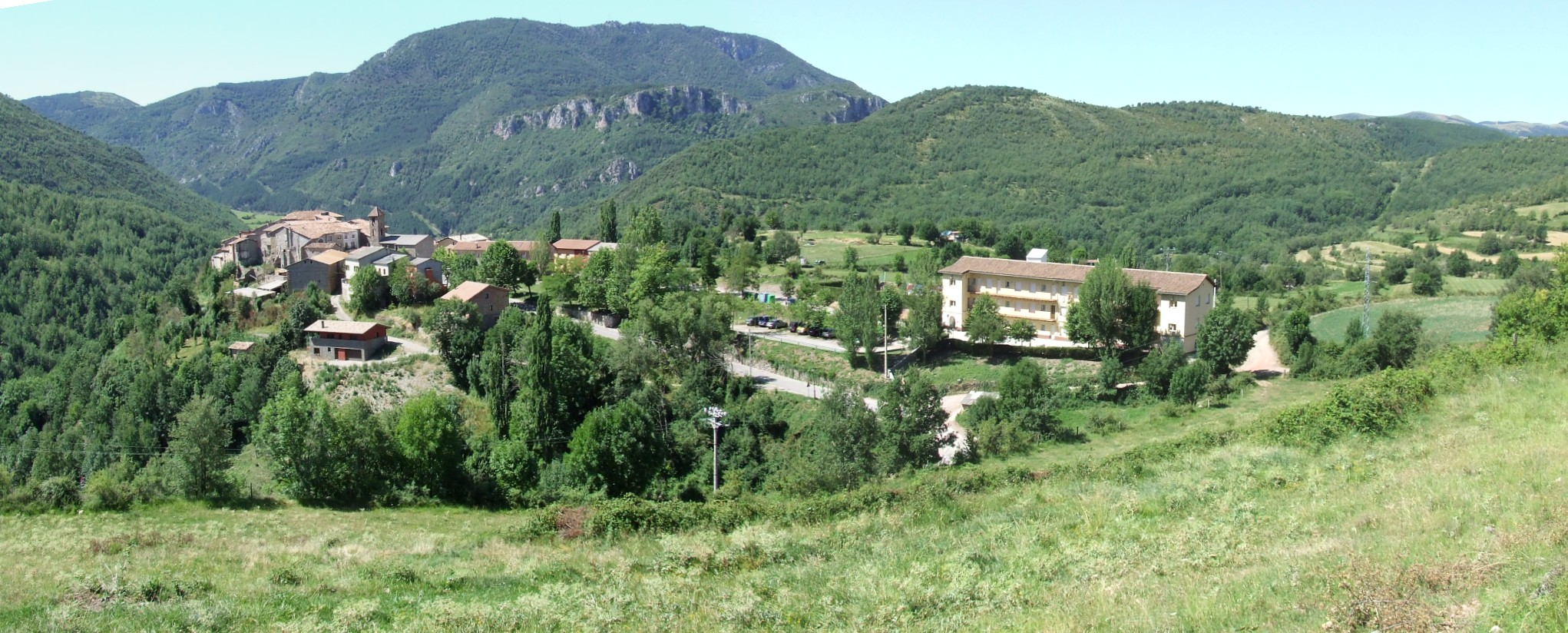
Malpás en su entorno

- Paisaje desde Malpás sobre el valle del barranco de Viu

## Fiestas y tradiciones
Malpás es la única población ribagorzana que conserva el baile de bastones, que tradicionalmente se hacía el día san Pedro.